# Медаль «За заслуги» (Данія)
Медаль «За заслуги» (дан. Fortjenstmedaljen) — найстаріша збережена нагородна медаль Королівством Данія. Заснована Кристіаном VII 16 травня 1792 року та відновлена указом Крістіана VIII 24 липня 1845 року, це особиста нагорода Суверена.

## Зовнішній вигляд

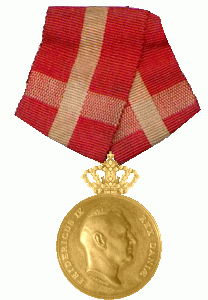
Золота медаль «За заслуги» з короною

Медаль, залежно від версії, виготовляється із золота або срібла. На аверсі зображено зображення королеви в профіль і напис Margareta II — Regina Daniæ. На реверсі розміщено єдине слово Forient, оточене вінком із дубового листя. По краю медалі вигравірувано ім'я нагородженого. Це вказує на те, що він є особистою власністю одержувача і не повертається після смерті, як знаки деяких лицарських орденів. Медаль підвішена червоною стрічкою з білим хрестом.

## Відзначені
- Ютта Бойсен-Мьоллер, педагогиня і борчиня за права жінок
- Ахтон Фрііс, художник
- Інгрід Єсперсен, педагогиня
- Марі Крус, педагогиня
- Сьорен Л. Крістенсен, пілот
- Магдалена Лаурідсен, педагогиня
- Семюел Марґошес, журналіст, редактор газети, активіст
- Моріс Іґан, американський письменник і дипломат
- Камілла Нільсен (1928), філантропиня
- Тора Фідлер, медсестра, протезистка і винахідниця